# Verges
|  | Per a altres significats, vegeu «Verges (desambiguació)». |

Verges és un municipi de la comarca del Baix Empordà, situat a la riba esquerra del riu Ter. Té una població que des de mitjans del segle xix oscil·la entre els 1.000 i 1.200 habitants.
Històricament, es pot assegurar gràcies a documents escrits que Verges fa 1050 anys que existeix, encara que el més probable és que en tingui molts més. A l'època medieval es va començar a construir el que són les muralles i el castell de Verges. Actualment encara es conserven alguns trams de muralla i de torres de defensa. La vila i el castell de Verges varen formar part del comtat d'Empúries fins que aquest va desaparèixer.
Entre els segles xvii i xviii, Verges va experimentar un notable creixement de la població que va portar a haver de construir un eixample a fora les muralles. Alguns carrers de la Vila com ara el carrer Major, dels Bous, Ample, dels Valls o de Fora es varen formar en aquesta època entre els segles xvii i xviii.
Verges no té la seva estructura productiva totalment orientada als serveis o el turisme. El sector que més gent ocupa encara és el de la construcció, seguit dels serveis i de la indústria.
El municipi limita a l'oest amb Jafre, al nord amb Garrigoles, al nord-est amb la Tallada d'Empordà i al Sud amb el riu Ter i Ultramort.
Verges està agermanat amb Zuia, Àlaba, País Basc, des del ple municipal del 28 de març de 2019 amb l'iniciativa "Gure Esku Dago" (ciutadana, plural i participativa) per l'autodeterminació. La celebració va tenir lloc a Zuia el 10 i 11 de març, acordant nous intercanvis.

## Etimologia
El topònim de Verges prové del llatí «Virigines» ("verges"). Segons l'etimòleg Joan Coromines es tracta d'un hagiònim referit a una parella de Santes Verges. En documents antics del 1019 i 1225 està documentat com a «Virginibus».

## Geografia
- Llista de topònims de Verges (Orografia: muntanyes, serres, collades, indrets..; hidrografia: rius, fonts...; edificis: cases, masies, esglésies, etc).

## Llocs d'interès

### Castell
D'època medieval, ha estat declarat Bé d'Interès Nacional (BCIN). La primera referència que es té del castell apareix en un document del segle xi. També entre els albergs que en el segle XII tenia el comte de Rosselló dins el comtat d'Empúries hi figura el castello Virginum. A finals del segle xix s'enderrocà i es construí un nou edifici, que avui dia acull la Casa de la Vila. Del castell original es conserva una paret, a la part nord, just davant l'absis de l'església.

### Església parroquial de Sant Julià i Santa Basilissa
A l'església parroquial s'hi pot observar l'absis semicircular i la meitat oriental de la nau, d'estil romànic (s. XII-XIII); la resta de la nau, les capelles laterals i la sagristia són d'estil neogòtic (s. XVII-XVIII), i el campanar, d'estil neoclàssic (s. XIX). A principis del segle xx, l'arquitecte noucentista Rafael Masó va dirigir les obres de restauració de l'interior del temple.

### Recinte fortificat(BCIN)

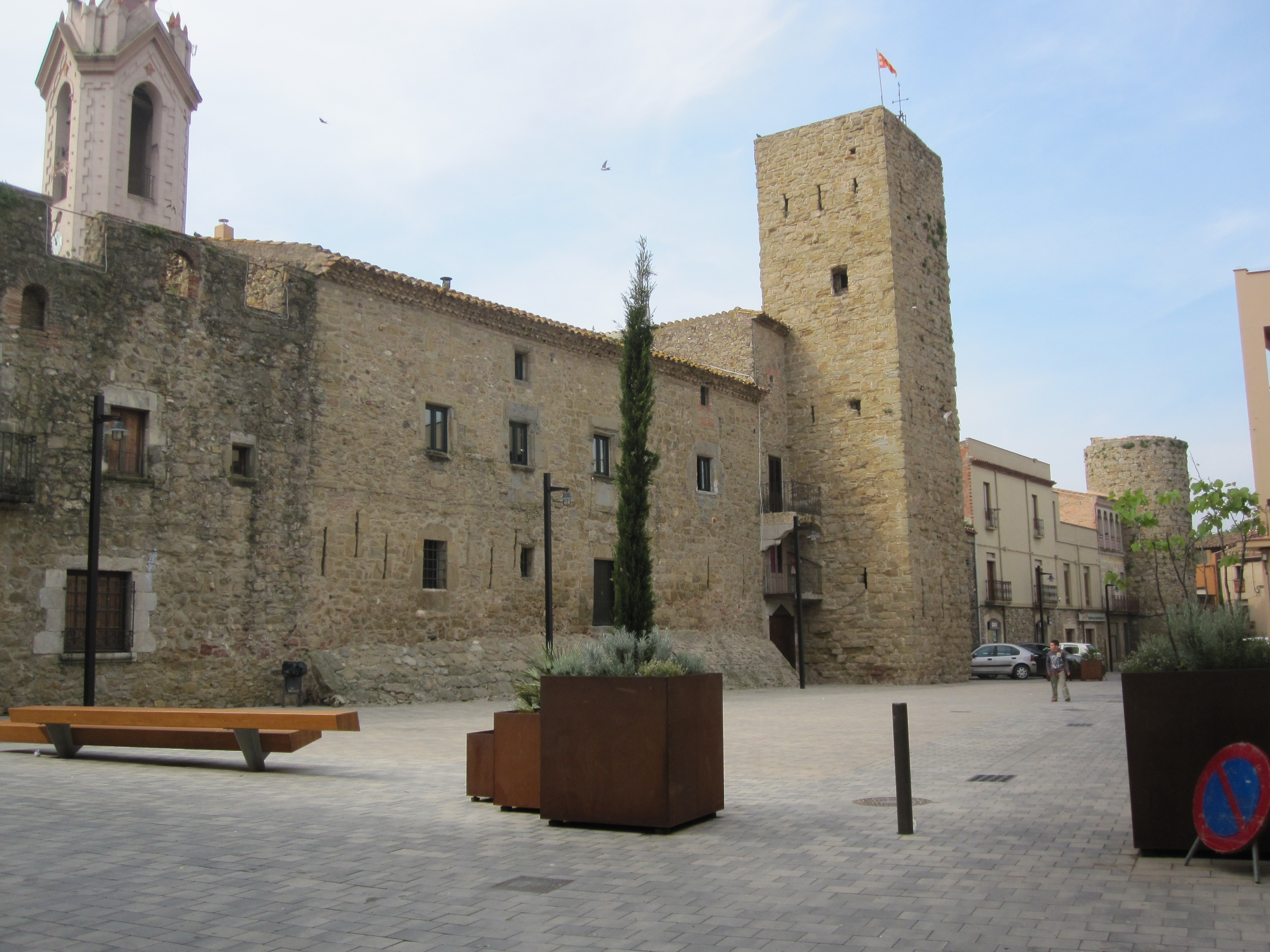
La Plaça Major de Verges encara conserva un bon tram de la muralla medieval amb tots els seus elements defensius; merlets, espitlleres i torres

El recinte que envoltava la població a l'edat mitjana estava format per llenços de muralla amb espitlleres i merlets que s'alternaven amb torres. D'aquestes se'n conserven sis, d'època medieval (s. XII-XVI).
- Portal de la Mare de Déu (BCIN)

Rep aquest nom per la imatge que hi ha sobre una fornícula a la part superior. Dit també «de la Verges Maria». Era la principal via d'accés a la vila medieval.
- Torre quadrada (s. XIII-XIV)

S'anomena també «torre de les hores» pel rellotge que hi havia hagut a la part superior. És de planta quadrada, amb espitlleres allargades, adequades per a armes llancívoles. Té una alçada de 15 metres.
- Torre rodona (x. XV-XVI)

És una torre de planta circular amb la base lleugerament atalussada. Conserva les espitlleres circulars, apropiades per a l'ús d'armes de foc. Té una alçada de 12 metres.

#### Abeurador
Fins a principis del segle xx, en aquest punt hi havia una mena de platgeta que permetia accedir el bestiar a l'aigua del rec del Molí. La toponímia ens acompanya: el carrer dels Bous mena a l'abeurador. Hi trobem un portal d'entrada al barri vell, anomenat «portal de l'Abeurador».

#### Rentador públic
Fins ben bé a mitjan segle xx, les dones hi anaven a fer la bugada. Actualment s'hi cuina cada any la tradicional Sopa, el dimarts de Carnaval.

#### Fossat històric de les muralles medievals
El tram del rec del Molí que transcorre paral·lelament a carrer del mateix nom correspon a l'antic fossat de les muralles.

#### Safareigs d'ús privat (BCIN)

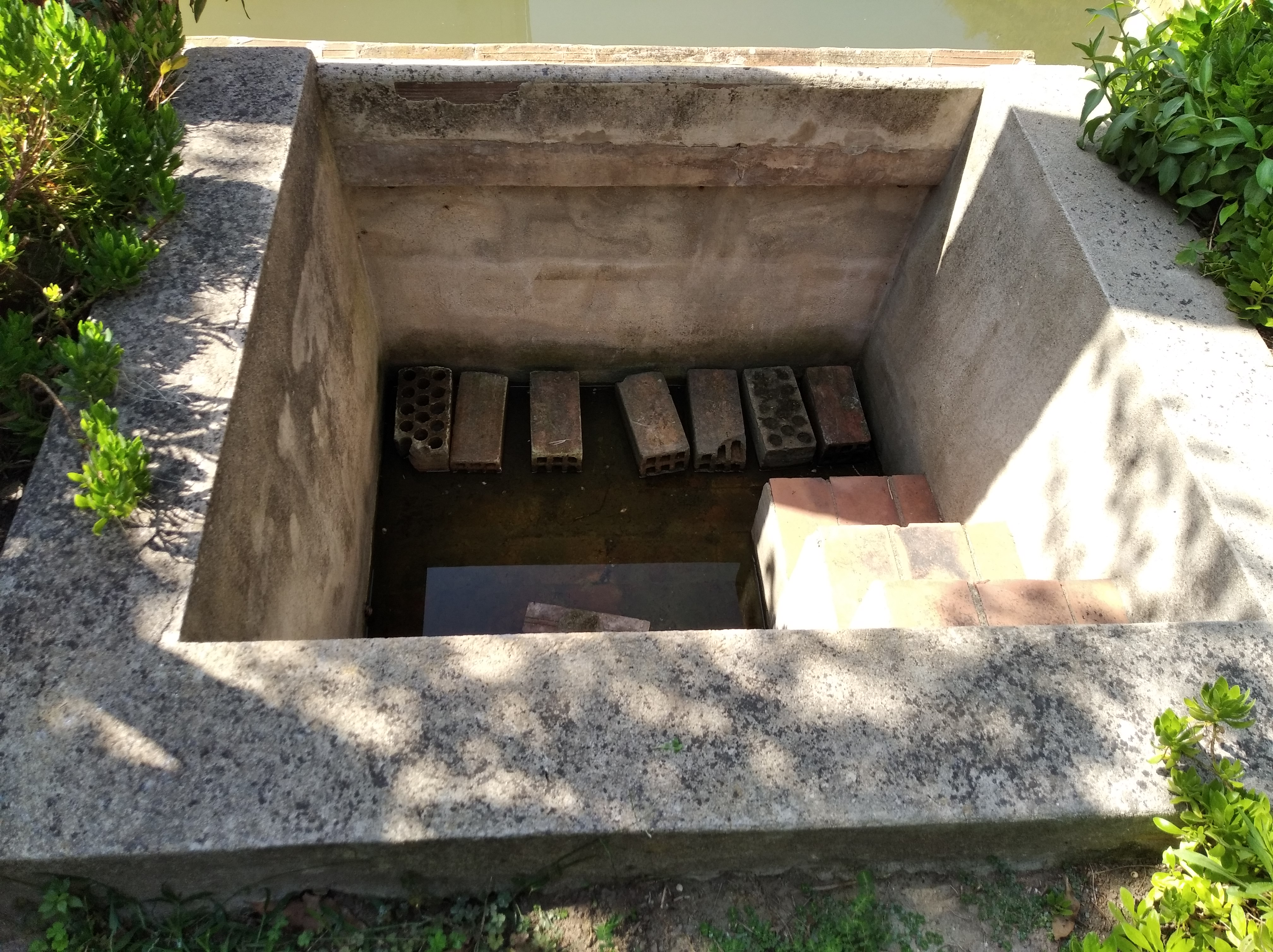
Detall de l'interior d'un safareigs d'ús privat

Els safareigs estan situats dins el rec, al peu de l'antiga muralla. Per a poder-hi rentar, les dones s'havien de posar dins l'aigua, damunt d'un petit repeu que es pot observar quan el rec va baix. Segons J. Pella i Forgas, és un sistema que només es veu a Verges, en algun indret prop de Flaça i al País Basc.

#### Molí(BCIN)
Aquest edifici ha tingut diverses reformes durant els segles xviii, XIX i XX. va ser un molí arrosser i fariner, i fins no fa gaire funcionava com a central hidroelèctrica. En aquest indret s'hi obria el «portal del molí», que era l'accés sud al clos emmurallat de la vila.

#### Can Punton (s. XIX)

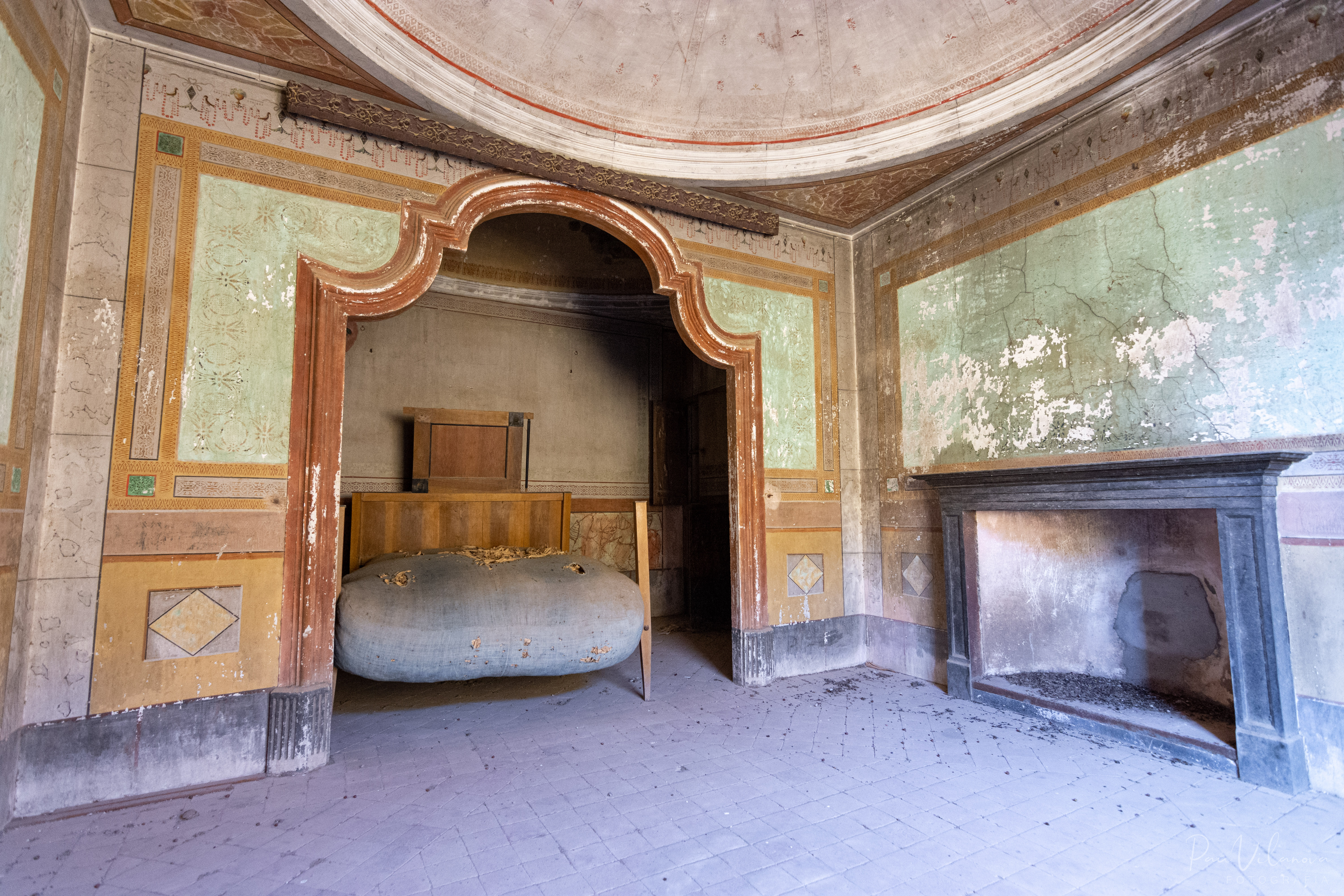
Un dels dormitoris principals de la planta noble de Can Punton

Casa de la família paterna de l'escriptora Víctor Català, cedida a l'Ajuntament. és un edifici de quatre plantes amb façana d'estil neoclàssic i decoració interior d'estil pompeià. El vessant sud evoca un caire pictòric, amb eixida, pati, porxo, i un pont fet per dos contraforts que travessa el rec del Molí. Va ser bastit sobre antigues construccions recolzades sobre la muralla del segle XVI i una nova edificació del segle xvii, de la qual queden restes a la banda nord. És a tocar d'una de les antigues portes d'accés a la vila. L'edificació actual es va consolidar l'any 1868.

#### Capella de Sant Pere de la Vall (s. X-XI)
Hi ha qui diu que, antigament, aquesta esglesiola romànica d'absis semicircular era la parròquia de tot el terme de Verges. Entre els anys 1986 i 1987 s'hi van efectuar les obres de consolidació.

#### La mota de Verges

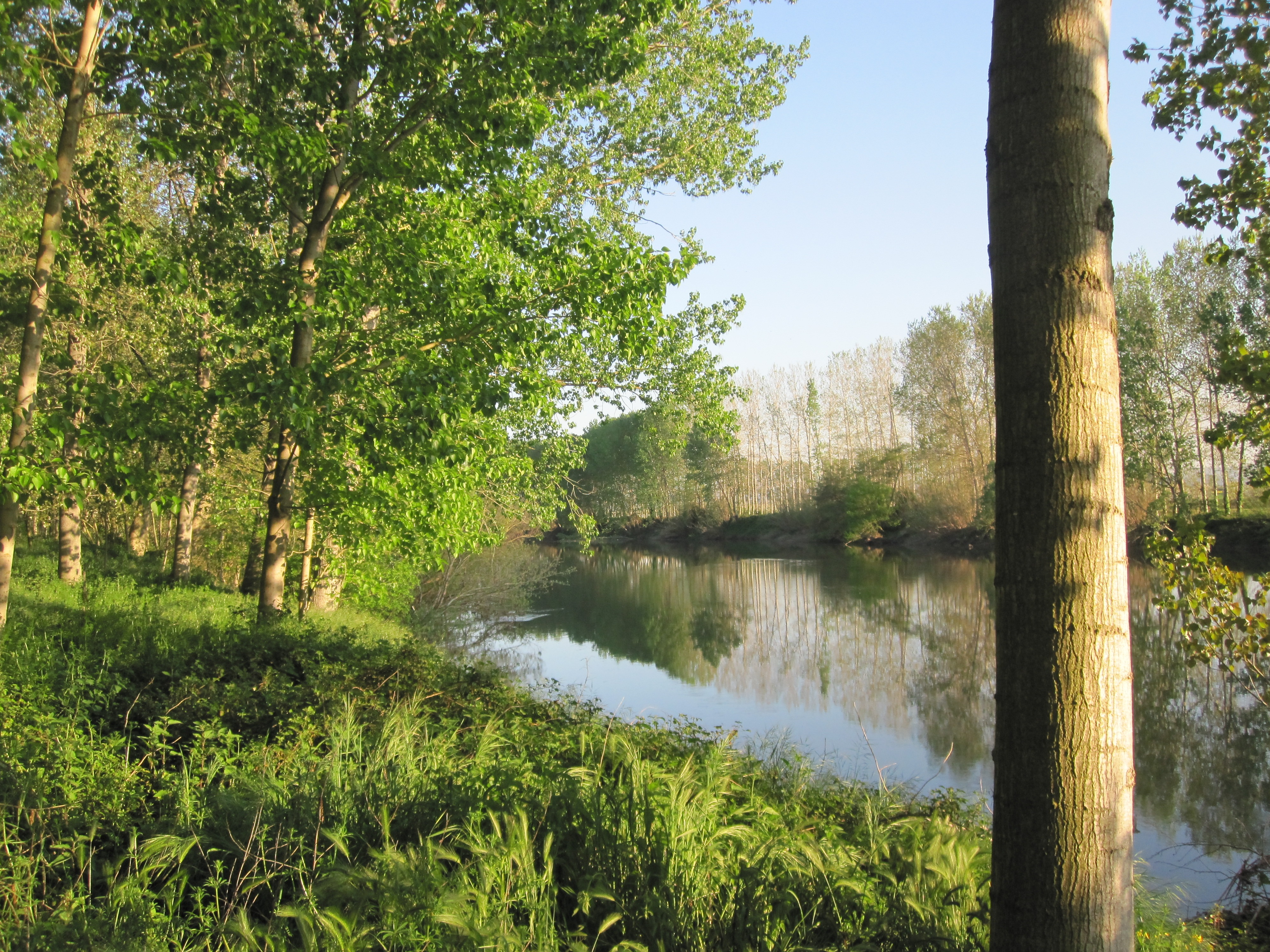
El riu Ter al seu pas per Verges

La mota, situada als afores del poble, és un mur de contenció, construït en el segle xvii, per a evitar que les sobtades avingudes del Ter inundessin el nucli habitat i, alhora, preservar les collites dels horts i els camps de conreu que hi ha entre el riu i la població.
Per la seva extraordinària bellesa i biodiversitat, l'indret ha esdevingut oficiosament el passeig de Verges, que joves i grans recorren diàriament, a peu o en bicicleta, i on comparteixen tertúlies tot gaudint de la privilegiada vista que els ofereix l'elevació del sòl. A més, forma part del recorregut de la Ruta del Ter, que ens mostra el ric patrimoni natural dels paratges per on transcorre aquest riu.

## Tradicions

### La Processó de Verges
La Processó de Verges és la manifestació anual d'una tradició que té les arrels en l'origen del teatre català, en plena època medieval, amb la representació dels drames sagrats. Consta de dues parts: la representació del Misteri de la Passió, agrupada des de 1955 per Carles Perpinyà en aquest escenari únic, amb les muralles i les torres de fortificació medievals com a decorat, i la processó que recorre els carrers fins a culminar en la Crucifixió.
A l'espai central de la plaça Major, cada Dijous Sant s'hi escenifiquen els tres anys de la vida pública de Jesús, amb un èmfasi especial en els seus darrers dies. Tot seguit s'inicia la processó pels carrers.
El primer testimoniatge documental de la Processó de Verges –entesa com a simple desfilada religiosa– és de 1666 i qualifica aquesta «processó del Dijous Sant» de costum.

#### La Dansa de la Mort

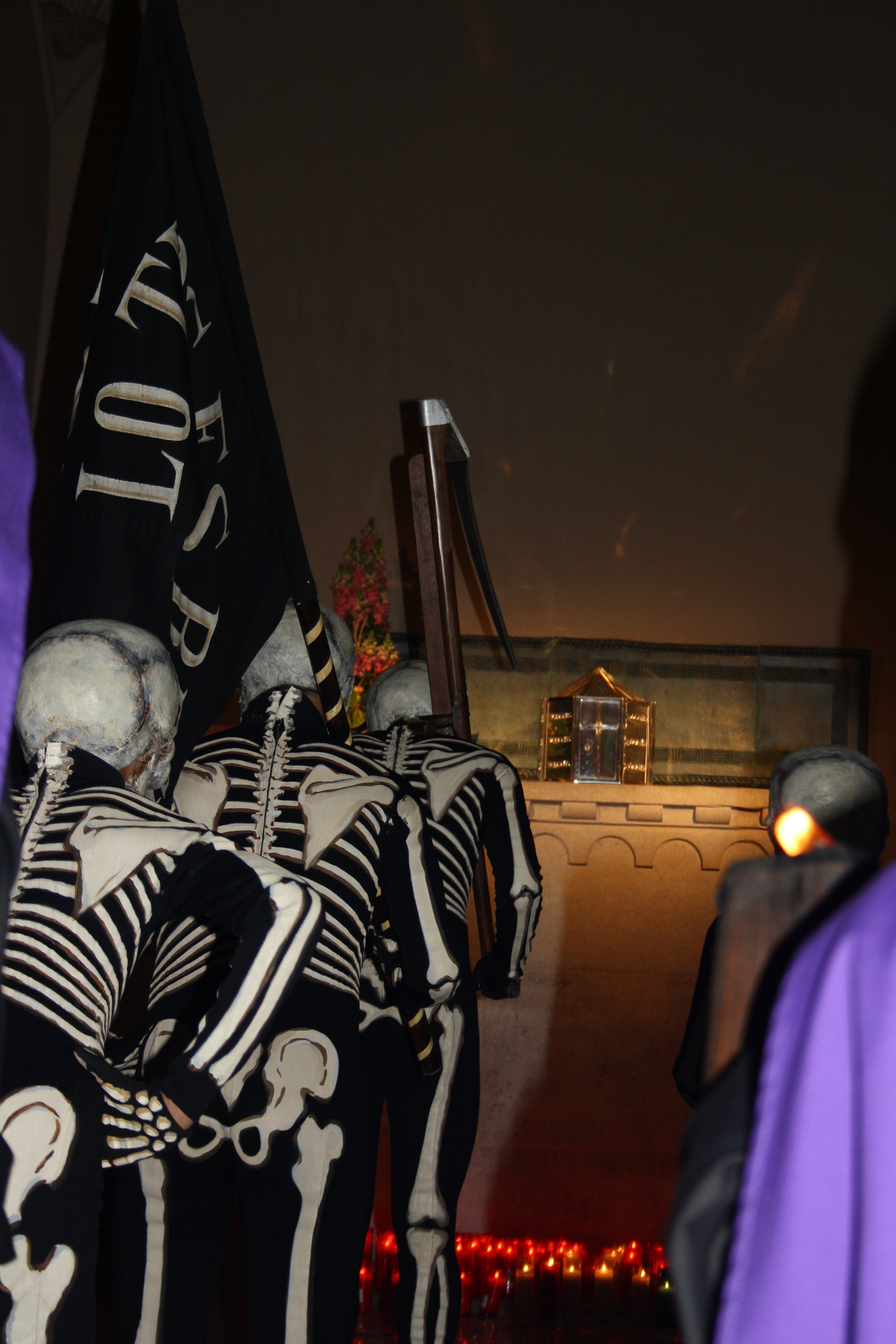
La Dansa de la Mort a l'interior de l'església parroquial de Verges

L'element que fa la Processó de Verges tan especial és la Dansa de la Mort.
Les danses de la Mort, o danses dels morts, reminiscència de ritus ancestrals, foren molt populars en totes les manifestacions artístiques de l'Europa occidental entre els segles xiv i xvii, arran de diverses epidèmies, i s'estengueren a altres parts del món.
Molt arrelades a les nostres terres, s'incorporen, en la modalitat de dansa, a les processons de Setmana Santa. Totes han anat desapareixent excepte la de Verges.
La Dansa de la Mort de Verges, de clara influència barroca, la formen actualment deu personatges en perfecta harmonia: cinc esquelets dinàmics i cinc d'estàtics (cinc són adults i cinc, infants). Tots reben el nom de l'instrument que porten.
Els cinc dansaires evolucionen saltant, en forma de creu, cap a un costat i cap a l'altre, al ritme d'un tabal. El capdanser és la Dalla, un adult amb una dalla que sentencia Nemini Parco («no perdono ningú»), l'únic que salta d'esquena en una volta completa (la Mort sega vides a l'atzar); la Bandera, un altre adult, duu una bandera negra amb una calavera i la mateixa inscripció llatina més una altra en català: «Lo temps és breu»; a banda i banda, els Platets, dos esquelets infants, mostren un plat amb cendra (allò que esdevindrem un cop morts), i darrere, el Rellotge, un altre esquelet infant, va assenyalant amb el dit una hora qualsevol en un rellotge sense broques per indicar la imprevisibilitat del moment final.
El Tabal és un adult que camina rere el Rellotge, encapçala el grup estàtic i marca el pas dels dansaires; darrere seu, les Torxes (o Llums), dos infants i dos adults, il·luminen el conjunt amb torxes.
La Dansa de la Mort de Verges és una veritable joia de la cultura popular que ha perdurat en el temps.
La Processó dels Petits: El dissabte de Setmana Santa, durant la tarda, els petits del poble porten a terme la mateixa representació que el dijous a la seva mida. El poble s'omple de gent que ho celebra amb el mateix entusiasme que el Dijous Sant.

### La Sopa de Verges
La Sopa de Verges és un àpat col·lectiu, a la manera de ranxo, similar als que s'elaboren en altres poblacions catalanes, que se celebra el Dimarts de Carnaval.

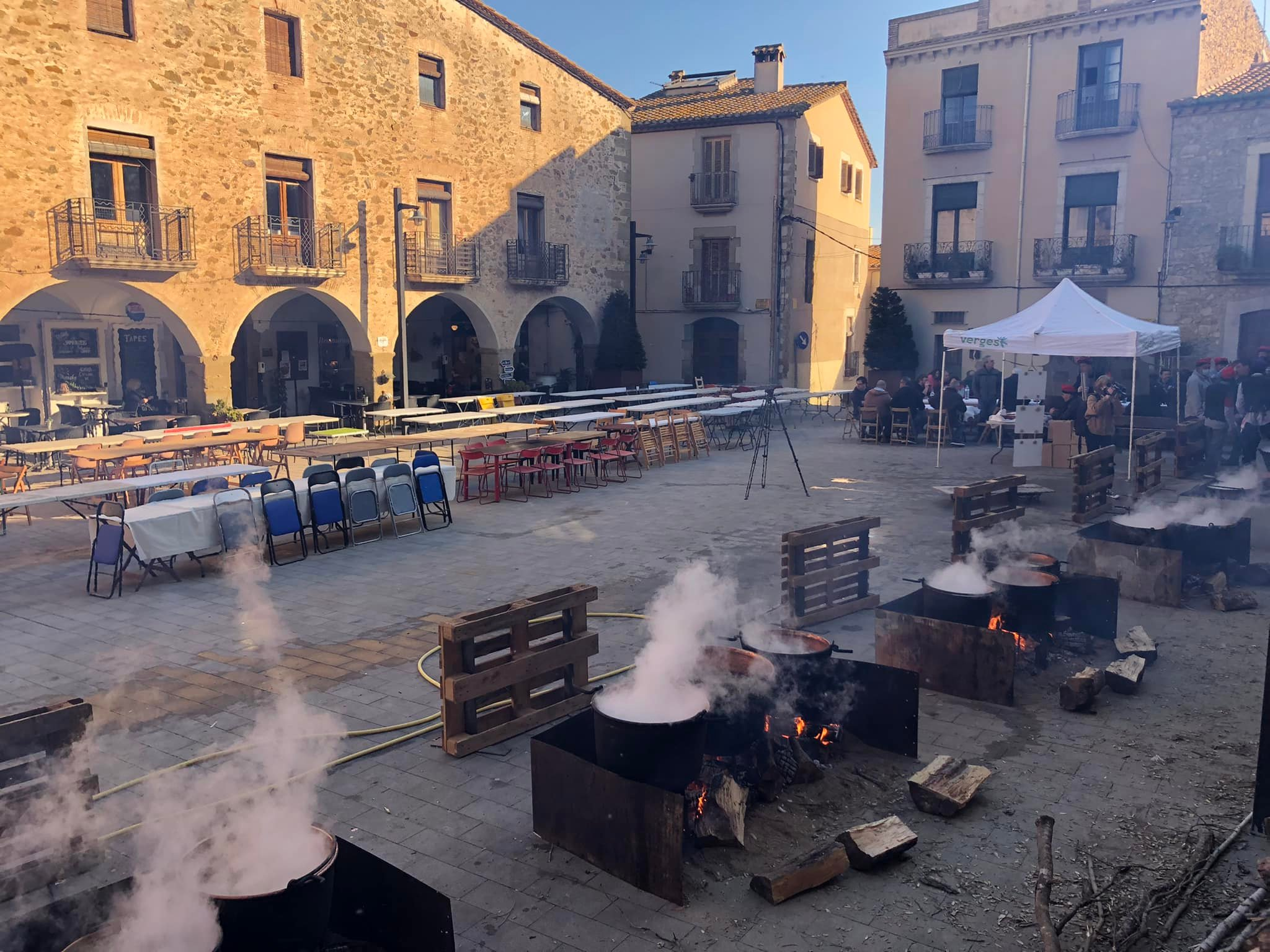
A primera hora del matí a la plaça major de Verges, els perols ja comencen a bullir...

En temps reculats, aquests tipus d'àpats, entesos com un acte d'almoina envers els menys afavorits, rebien el nom de «sopa dels pobres». A Verges hi ha dues teories sobre aquest costum: l'una sosté que es remunta a l'època medieval, quan els senyors feudals convidaven el poble a una menjada en acabar la collita com a paga pel seu treball; l'altra defensa que prové de buidar els rebosts abans d'omplir-los de nou en arribar la primavera. Actualment la Sopa de Verges ha donat pas a una festa de caràcter popular que clou el cicle de Carnestoltes.
Un dels testimoniatges probablement més antics que relaciona l'àpat amb una festa ja arrelada al poble data entre el 1348 i el 1402, a partir d'un dibuix del manual del notari Miquel Corsaví, de Castelló d'Empúries, regent de la notaria de Verges en aquella època, on s'aprecia un personatge a punt de servir el contingut d'una perola i un altre a punt de rebre'l.

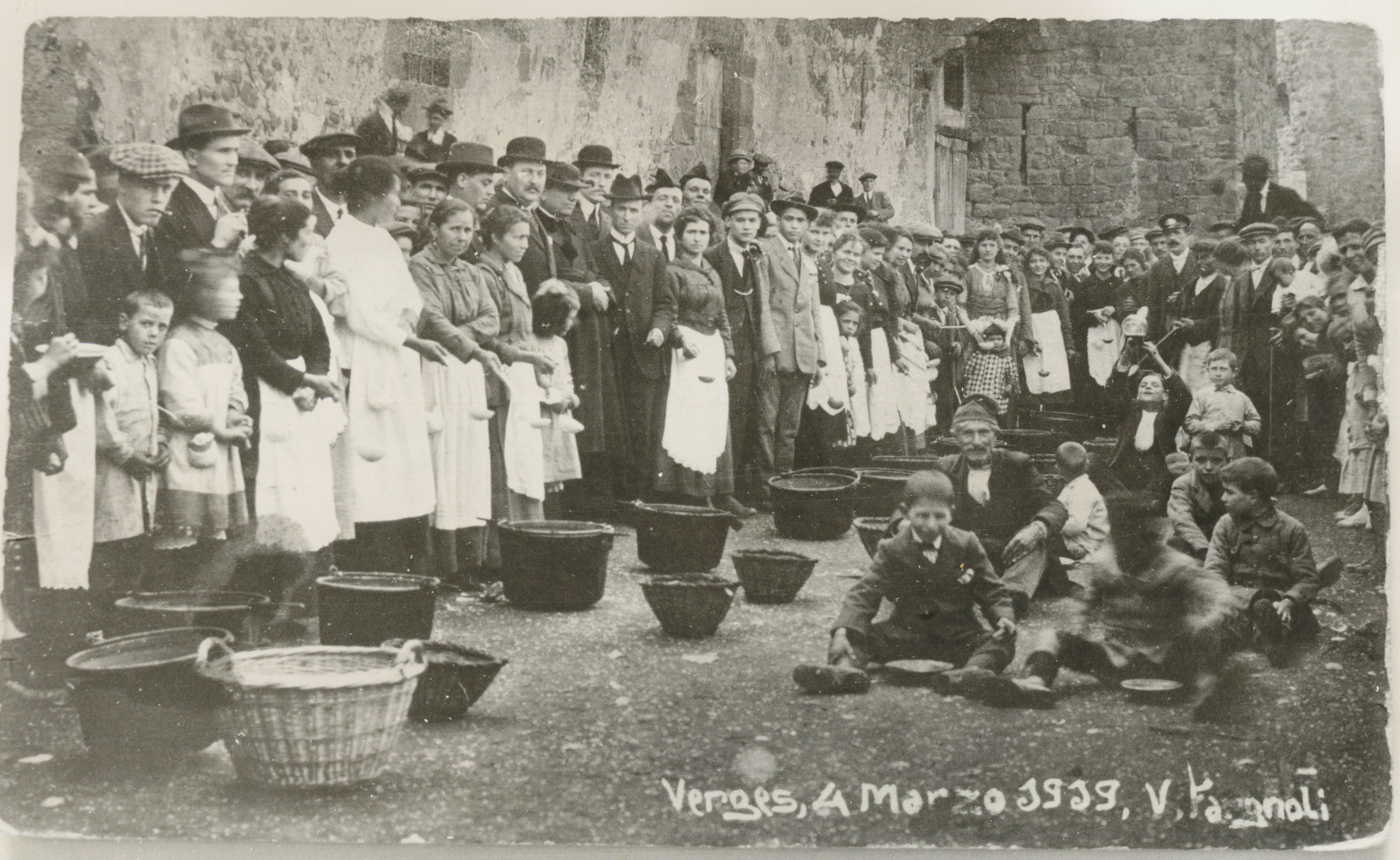
A punt de servir la Sopa a la plaça Major. 4 de març de 1919

La festa comença el diumenge abans amb «la passada», una cercavila de recapte d'aliments, amb els gegants de Verges, en Perol i la Sopa.
El procés de cocció dels ingredients dura unes set hores, i, a partir del 2014, ja no es fa als antics rentadors, sinó a la plaça Major, on a les set del matí els cuiners, tots homes, encenen el foc i, des de ben d'hora, els veïns i visitants van col·locant les seves taules. Al migdia, les servidores, vestides per a l'ocasió, serveixen els més de vint perols de sopa resultants.
Fins a mitjan segle xx, al matí també es feia a la plaça Major el «Ball de deu» (o «de les deu»), un ball de festeig que s'iniciava amb una desfilada pels carrers de les parelles compromeses durant l'any.

## Festivitats

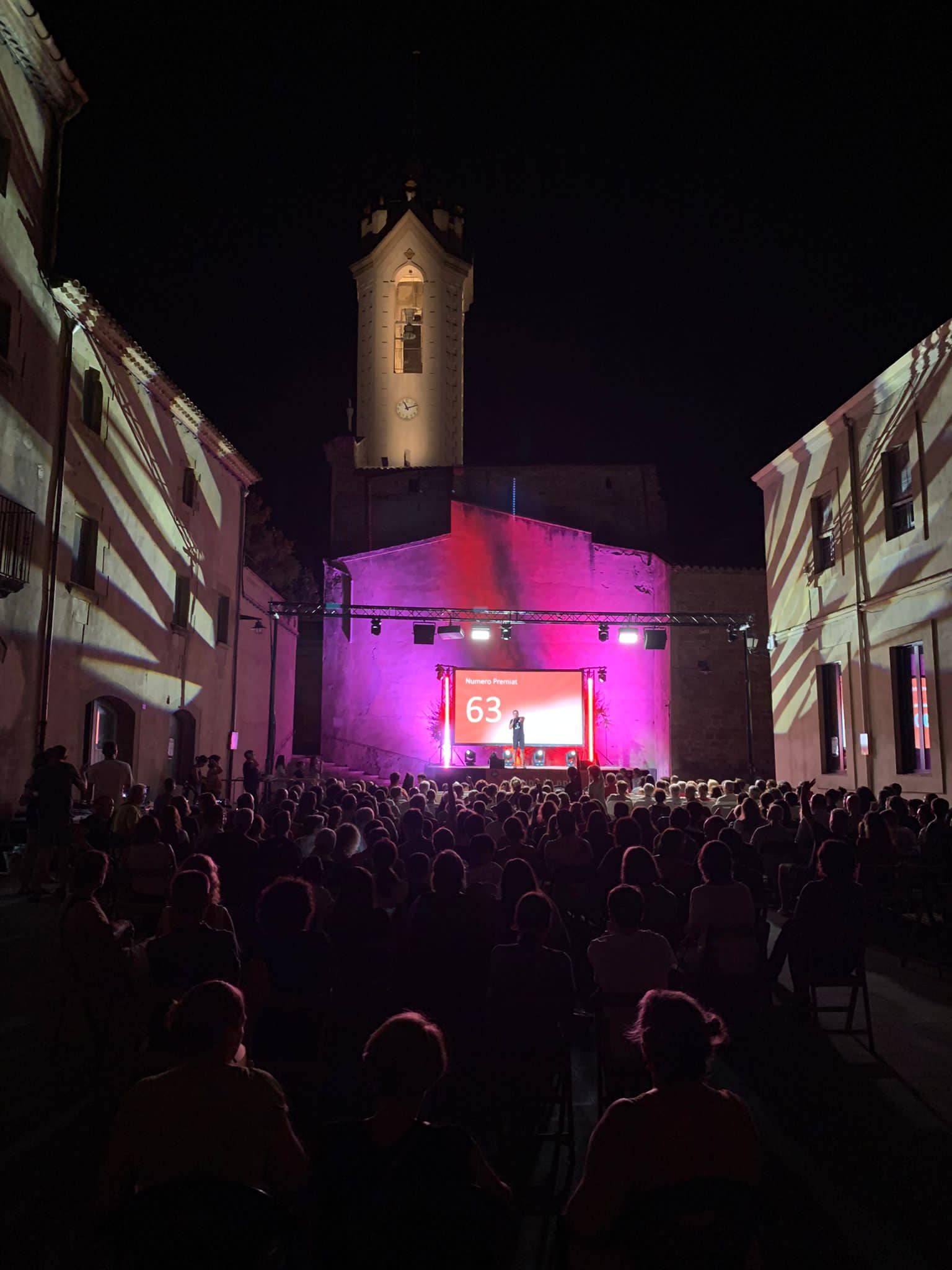
Vespres sota el campanar 2022

- Dimarts de Carnaval: La Sopa de Verges
- Dijous Sant: La Processó de Verges i la Dansa de la Mort
- Segon cap de setmana de juny: Fira i festa de les Labors
- Durant tot l'estiu: Vespres sota el Campanar
- Tercer cap de setmana de setembre: Festa Major del Roser
- Primer cap de setmana de l'any: Festa Major de Sant Julià

## Mercats a Verges

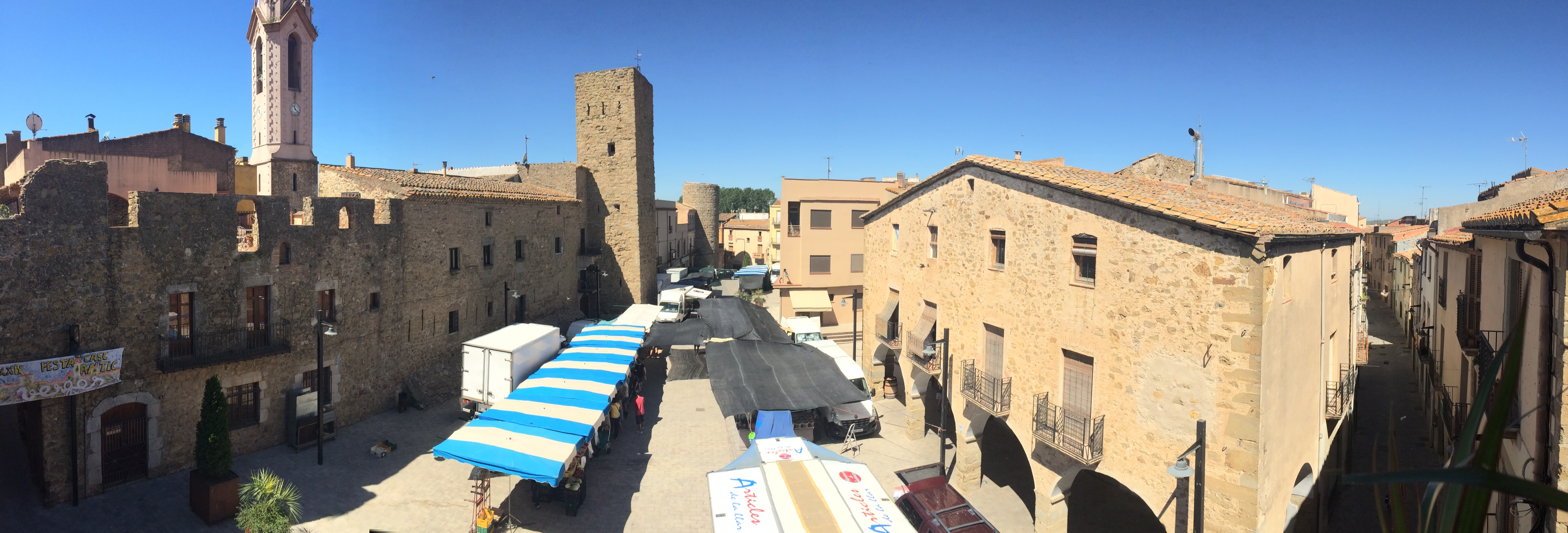
Vista panoràmica del mercat setmanal de Verges

- Mercat setmanal: cada dimarts a la Plaça Major.

- Mercat de brocanters: cada diumenge a l'esplanada de la cruïlla de Verges.

## Fills il·lustres
- Francesc Cambó (1876-1947), polític.
- Maria Perpinyà Sais (1901-1994), escriptora, periodista i traductora.
- Lluís Llach (1948), cantant, compositor i polític.
- Joan Planellas i Barnosell (1955), Arquebisbe de Tarragona.
- Carles Ribot (1983), cantautor.

## Demografia
| 1497 f | 1515 f | 1553 f | 1717 | 1787 | 1857  | 1877  | 1887  | 1900  | 1910  |
| ------ | ------ | ------ | ---- | ---- | ----- | ----- | ----- | ----- | ----- |
| 66     | 73     | 88     | 353  | 554  | 1.183 | 1.162 | 1.164 | 1.021 | 1.053 |

| 1920  | 1930  | 1940  | 1950  | 1960  | 1970  | 1981  | 1990  | 1992  | 1994  |
| ----- | ----- | ----- | ----- | ----- | ----- | ----- | ----- | ----- | ----- |
| 1.183 | 1.202 | 1.251 | 1.175 | 1.103 | 1.163 | 1.223 | 1.162 | 1.127 | 1.127 |

| 1996  | 1998  | 2000  | 2002  | 2004  | 2006  | 2008  | 2010  | 2012  | 2014  |
| ----- | ----- | ----- | ----- | ----- | ----- | ----- | ----- | ----- | ----- |
| 1.090 | 1.127 | 1.134 | 1.139 | 1.155 | 1.179 | 1.195 | 1.166 | 1.193 | 1.195 |

| 2016  | 2018  | 2020  | 2022  | 2024  | 2026 | 2028 | 2030 | 2032 | 2034 |
| ----- | ----- | ----- | ----- | ----- | ---- | ---- | ---- | ---- | ---- |
| 1.150 | 1.189 | 1.169 | 1.162 | 1.187 | -    | -    | -    | -    | -    |